# La França Insubmisa
La França insubmisa (en francès, La France insoumise, LFI) és una plataforma política d'esquerra francesa fundada el 10 de febrer de 2016 per donar suport a la candidatura de Jean-Luc Mélenchon a les eleccions presidencials franceses de 2017 i a l'elecció de diputats en les eleccions legislatives del mateix any.
Un dels objectius principals de LFI és la creació d'una assemblea constituent encarregada de redactar una nova constitució per crear el que seria la Sisena República de França.
La campanya per a totes dues eleccions va estar dirigida per Manuel Bompard, secretari nacional del Partit d'Esquerra (Parti de Gauche, PG), i va tenir com a portaveu Alexis Corbière, exregidor de París i també secretari nacional del PG. Van ser coordinadors del projecte la jurista Charlotte Girard, professora de dret públic a la Universitat de París X Nanterre, i l'economista Jacques Généreux, professor a l'Institut d'Estudis Polítics de París.

## Història
La idea de la creació de França Insubmisa té origen en la convicció de la necessitat d'un moviment transversal que sortís de les organitzacions populars. S'inspira en particular en el partit espanyol Podem i en la candidatura de Bernie Sanders a les primàries presidencials del Partit Demòcrata dels Estats Units de 2016.
La plataforma va ser fundada el 10 de febrer de 2016. La seva primera convocatòria va ser a la plaça de Stalingrad, a París, el 5 de juny de 2016, amb una desfilada en el qual haurien participat unes 10.000 persones, segons els organitzadors. Un segon acte va tenir lloc als jardins de l'Observatori de Tolosa, el 28 d'agost de 2016.
El programa El Futur en comú (L'Avenir en commun) va adoptar-se els dies 15 i 16 d'octubre de 2016 durant la convenció de Lilla, en què es van reunir prop de 1.000 persones a Sant-André- lez-Lille. Durant aquesta convenció, diverses personalitats van intervenir, com Jérôme Kerviel, antic trader de la Société Générale, Antoine Deltour, alertador de l'escàndol LuxLeaks, Paul Ariès, politòleg, Aminata Traoré, antiga ministra maliana de cultura, i Zoé Konstantopoulou, expresidenta del parlament grec (SYRIZA).
En aquesta convenció també es van presentar 10 candidates i 10 candidats a les eleccions legislatives, entre els quals: el físic director d'investigacions del CNRS i portaveu de la xarxa Sortir del nuclear Jean-Marie Brom, l'inspector d'hisenda pública i que va destapar el Cas Cahuzac, Rémy Garnier, sindicalista de la CGT a la fàbrica siderúrgica d'ArcelorMittal de Florange, Lionel Burriello, el secretari general adjunt de la CGT d'Air France, Mehdi Kémoune, l'actriu Sophie de la Rochefoucauld, la sindicalista vista a merci Patron ! Marie-Hélène Bourlard, la periodista i fundadora de l'associació SOS Autisme France, Olivia Cattan, i Nathalie Seguin, sindicalista i membre del Partit Comunista Francès.
El 15 de novembre de 2016, Jean-Luc Mélenchon va fer un míting al Centre de Congressos Le Manège a Chambéry, en forma de reunió pública. Aquest tipus de míting es va reprendre el 29 novembre, davant de 1.100 persones, al Teatre Femina de Bordeus, en el qual diversos centenars es van quedar fora. En el marc d'un viatge a les Antilles franceses, el candidat va fer dues reunions públiques, primer a Martinica el 17 de desembre, davant de 500 persones, i després el 19 de desembre a Guadalupe davant de 800 persones. Una gran agrupació nacional va produir-se el 18 de març de 2017 a la plaça de la Bastilla de París. Mélenchon va ser eliminat a la primera volta de les eleccions presidencials de 2017 en quedar en quarta posició, amb 7.059.951 vots i el 19,58% dels vots emesos.
Un total de 17 candidats recolzats per la FI van ser elegits diputats a l'Assemblea Nacional a les eleccions legislatives de 2017, amb un total de 2.497.622 vots a la primera volta (11,03%) i de 883.573 vots a la segona volta (4,86%).
El 2 de maig de 2022, La France insoumise i Europa Ecologia-Els Verds van anunciar que havien arribat a un acord per a les eleccions legislatives i presentar els seus respectius candidats a les eleccions sota el nom Nova Unió Popular Ecològica i Social.
A les eleccions legislatives franceses de 2024 va formar part de la coalició Nou Front Popular formada pels principals partits polítics d'esquerra de França: Les Écologistes, França Insubmisa, el Partit Comunista Francès i el Partit Socialista i les formacions Place publique, Génération·s, Gauche républicaine et socialiste, Nou Partit Anticapitalista i Gauche écosocialiste, que van acordar la distribució del nombre de candidats i un programa polític comú. Els 577 escons de l'assemblea van quedar repartits en tres blocs de mida similar, França va quedar sense cap camí clar per formar un nou govern mentre la seva capital es preparava per acollir els Jocs Olímpics.

## Organització
L'organització no és fixa i es pretén oferir més llibertat que en l'organització d'un partit polític o d'una coalició de partits. Els membres i signants de FI, a la base, poden organitzar-se lliurement creant comissions locals, denominats "grups de suport", en marxa a tot França així com a l'estranger.
França Insubmisa remarca que no és un partit polític. És un moviment de ciutadans que es van unir per a la campanya de Mélenchon, sense tot i així estar lligats amb un partit polític o una associació.

## Orientació ideològica i programa
L'elaboració del programa va ser coordinada per l'economista Jacques Généreux i la jurista Charlotte Girard. Està inspirat en Primer, l'Humà (en francès, L'Humain d'abord), el programa del Front d'esquerra per a l'elecció presidencial francesa de 2012, en la feina duta a terme pel Partit d'esquerra en els seus congressos per a l'ecosocialisme i en les cimeres per un pla B a Europa, però també en les moltes contribucions dels partidaris del moviment.
Al final de la convenció de Lille, una síntesi de totes les propostes va portar a un programa de 357 mesures organitzades segons set eixos. Es va aprovar amb el vot positiu del 90% dels votants.
El moviment va adoptar «10 mesures emblemàtiques», mesures prioritàries votades pels militants durant la convenció de Lille, cridant a enfrontar 4 «urgències majors»: l'emergència democràtica, l'emergència social, l'emergència ecològica i la urgència geopolítica. Adoptades per 77.038 vots a Internet, aquestes 10 mesures prioritàries eren:
1. La posada en marxa d'una assemblea constituent encarregada de l'elaboració de la constitució d'una Sisena República, que succeiria l'actual Cinquena República. L'actual República és qualificada de "monarquia presidencial" pel moviment que pensa que el President de la República concentra massa poder sense que la gent pugui exercir un control sobre la seva acció. Aquest procés constituent seria també una oportunitat per proposar altres maneres de funcionament, com ara eleccions parlamentàries proporcionals. El canvi de constitució i, per tant, d'institucions, hi és considerat fonamental pel moviment, que veu la creixent abstenció electoral com un reflex del repudi dels francesos pel seu sistema institucional.
2. La derogació de la reforma laboral del segon govern Valls, adoptada el 2016, la qual segons FI ha posat una mena de "jerarquia de les normes" en el dret laboral francès, invertint el "principi de favor", i que per tant ja no protegeix prou els treballadors.
3. La revisió dels tractats de la Unió Europea, incloent canvis en la política monetària, la política agrícola comuna i la política ambiental. En cas contrari, el programa preveu un "pla B" amb la sortida dels tractat de la Unió Europea unilateralment per, a continuació, oferir una altra cooperació entre els països.
4. La posada en marxa d'un pla de transició energètica.
5. L'establiment d'una llei verda.
6. El dret de revocació d'electes per referèndum.
7. La protecció dels béns comuns com l'aire, l'aigua, el menjar, la vida, la salut, l'energia i la moneda.
8. La separació dels bancs d'inversió i bancs minoristes.
9. L'establiment d'un salari mínim mensual de 1.326 euros nets per 35 hores setmanals.
10. El rebuig dels tractats de lliure-intercanvi com l'Associació Transatlàntica per al Comerç i la Inversió (TAFTA) o l'Acord Integral d'Economia i Comerç (CETA).

El programa dissenyat i anomenat El Futur en comú, va ser publicat per Éditions du Seuil l'1 de desembre del 2016. El llibre es va situar ràpidament en el top 10 dels més venuts, amb un tiratge de 110.000 exemplars per al 9 de desembre de 2016.

## Resultats electorals

### Presidencials
| Any  | Candidat           | 1a volta  | 1a volta | 1a volta | 2a volta | 2a volta | 2a volta | Resultat |
| Any  | Candidat           | Vots      | %        | Pos.     | Vots     | %        | Pos.     | Resultat |
| ---- | ------------------ | --------- | -------- | -------- | -------- | -------- | -------- | -------- |
| 2017 | Jean-Luc Mélenchon | 7,059,951 | 19.58    | 4t       | N/D      | N/D      | N/D      | Derrota  |
| 2022 | Jean-Luc Mélenchon | 7,712,520 | 21.95    | 3r       | N/D      | N/D      | N/D      | Derrota  |

### Legislatives
| Any  | Líder              | Vots (1a volta)        | Vots (1a volta)        | Escons   | Escons | Resultat |
| Any  | Líder              | No.                    | %                      | No.      | ±      | Resultat |
| ---- | ------------------ | ---------------------- | ---------------------- | -------- | ------ | -------- |
| 2017 | Jean-Luc Mélenchon | 2,497,622              | 11.03                  | 17 / 577 | =      | Oposició |
| 2022 | Jean-Luc Mélenchon | En coalició amb NUPES  | En coalició amb NUPES  | 69 / 577 | 52     | Oposició |
| 2024 | Manuel Bompard     | En coalició amb el NFP | En coalició amb el NFP | 74 / 577 | 5      | Oposició |

### Parlament Europeu
| Any  | Líder       | Vots      | %    | Escons | +/− |
| ---- | ----------- | --------- | ---- | ------ | --- |
| 2019 | Manon Aubry | 1,428,548 | 6.31 | 6 / 79 | 6   |
| 2024 | Manon Aubry | 2,432,976 | 9.87 | 9 / 81 | 3   |